# جوزپه پیه‌روتسی
جوزپه پیه‌روتسی (ایتالیایی: Giuseppe Pierozzi؛ ‏ ۸ مارس ۱۸۸۳ – ۲۲ آوریل ۱۹۵۶) بازیگر اهل ایتالیا بود.
از فیلم‌هایی که وی در آن نقش داشته‌است، می‌توان به فقط تو را دوست دارم، دون پاسکواله، جوزپه وردی، بینوایان، سه آرزو، کلاه سه‌گوش، آن بالابالاها، رستاخیز، سامسون، ترانه بهار، آخرین روزهای پمپئی، وجوه عشق، معشوقه پنهانی، کاروان اسب‌سواران آتشین، مانون لسکو، عشق‌های حزن‌انگیز و اتصال کوتاه اشاره کرد.